# 于重寅
于重寅（？—？），山東濟南府青城縣人，清朝政治人物。

## 生平
順治十六年（1659年）己亥科進士，授推官。

## 家族
祖父于永清，明朝福建道監察御史。從兄于重華。

## 文學
蒲松齡在《聊齋誌異》中記載于重寅任推官期間的荒誕故事。